# Сумароков-Эльстон, Феликс Николаевич
Граф (с 5 сентября 1856) Феликс Николаевич Сумароков-Эльстон (24 января 1820 — 30 октября 1877) — русский генерал-лейтенант, генерал-адъютант, начальник Кубанской области и наказной атаман Кубанского казачьего войска, командующий войсками Харьковского военного округа.

## Загадка происхождения
Как указывает само его имя («Феликс», то есть «счастливый, плодородный»), Эльстон был внебрачным сыном высокопоставленного лица. Фамилию «Эльстон», которую носила его кормилица-англичанка, Феликс получил особым императорским указом. О том, кто именно его родители, в светском обществе не было единого мнения.
Преобладала точка зрения, что Эльстон — племянник императрицы и, следовательно, двоюродный брат Александра II. Князь Феликс Юсупов в книге воспоминаний так писал о происхождении деда:

Говорят, отец его был прусский король Фридрих Вильгельм IV, а мать — фрейлина сестры его, императрицы Александры Фёдоровны. Та, поехав навестить брата, взяла с собой фрейлину. Прусский король так влюбился в сию девицу, что даже хотел жениться. Тогдашние злые языки уверяли, что фамилия Эльстон — от французского «эль с’этон» [elle s’etonne — «она в изумлении»], что, дескать, выразило чувство юной матери.
Матерью Эльстона молва считала фрейлину графиню Екатерину Фёдоровну Тизенгаузен, об этом пишет в своих мемуарах (1952) Ф. Юсупов, внук Ф. Н. Сумарокова-Эльстона. Об этом же сообщал потомок её сестры Долли Фикельмон, князь Альфонс Клари-Альдринген, — когда его отец, Зигфрид, служил в Петербурге в австрийском посольстве (ещё при жизни Екатерины Фёдоровны), его русские родственники рассказывали, что она — мать Феликса. Сам Феликс всю жизнь называл её тётей. По семейному преданию, отцом мальчика был один из представителей королевского дома Пруссии, и благосклонность императрицы Александры Фёдоровны к Екатерине объясняли именно этим обстоятельством. О том, что у Екатерины был внебрачный сын, рассказывал и М. Лобанов-Ростовский.
В 1825 году маленький Феликс был привезён из Европы в Россию и воспитывался в семье матери Е. Ф. Тизенгаузен — Елизаветы Михайловны Хитрово (дочери генерал-фельдмаршала М. И. Кутузова).
С точки зрения хронологии предпочтительнее выглядит мнение о том, что родителями Эльстона были не состоявшие в браке барон Хюгель (впоследствии известный путешественник) и венгерская графиня Форгач, урождённая Андраши, родственница венгерского премьер-министра. В таком случае он приходился братом религиозному мыслителю Фридриху Хюгелю.

Правнучка Сумарокова-Эльстона З. Бурке-Башкирова, для разрешения вопроса изучавшая архивные документы, утверждает, что матерью Феликса была графиня Иозефина Форгач, которая родила ребёнка от связи с Карлом Хюгелем. Барон Хюгель познакомился с Екатериной Тизенгаузен в начале 1820-х годов в Италии и сделал ей предложение. Свадьба не состоялась: Хюгель вскоре влюбился в Меланию Зичи (нем. Melanie Zichy-Ferraris) и обручился с ней в 1824 году (в 1830 году она отказала ему и стала третьей женой Меттерниха). Мать Екатерины, Елизавета Михайловна, не оставляя надежды устроить дочь, буквально преследовала Хюгеля. Она усыновила его незаконнорождённого сына, что очень удивило всё венское высшее общество. Возможно, сыграла роль и надежда разорённой Хитрово, что графиня Форгач назначит содержание для сына. Канцлер Меттерних в письме к австрийскому посланнику в России Лебцельтерну пишет в августе 1825 года о Хитрово: 
«Цель этой прогулки [поездки Хитрово по Европе] выставлять напоказ Екатерину и встретить её с Карлом Хюгелем, внебрачного сына которого она возит с собой, не будучи его матерью. При этом она всем говорит: „Думают, что это мой мальчик, но — увы! — я не имею счастья быть его матерью!“»

## Карьера
1 февраля 1836 года поступил фейерверкером в артиллерийское училище, по выходе из которого в 1840 году произведён в прапорщики и оставлен был при артиллерийской академии для получения высшего образования. В 1842 году переведён был в лейб-гвардии конную артиллерию, продолжал службу до 1849 года частью во фронте, частью — в штабе генерал-фельдцейхмейстера великого князя Михаила Павловича.
В 1849 году, в чине капитана, назначен был адъютантом к военному министру графу Чернышеву, а затем состоящим для особых поручений при нём же. В 1854 году, с открытием военных действий в Азиатской Турции, он был отправлен на Кавказ, где командовал временно батальоном Брестского пехотного полка, в составе Гурийского отряда, и участвовал в действиях на кавказско-турецкой границе в составе корпуса, находившегося под командою генерал-лейтенанта В. О. Бебутова, с которым в мае того же года переправился через Карс-Чой. Во время осады Севастополя принимал участие в его обороне и по окончании кампании 22 августа 1855 года был произведен в полковники и 17 апреля 1855 года удостоен звания флигель-адъютанта.
5 сентября 1856 года именным Высочайшим указом ему было повелено присоединить к своей фамилии фамилию и титул тестя, не имевшего сыновей графа С. П. Сумарокова, и именоваться впредь графом Сумароковым-Эльстоном. В 1857 году новоиспечённый граф был назначен вице-директором канцелярии военного министерства, но через год вновь переведён на Кавказ, где командовал сначала Апшеронским пехотным, а затем Грузинским гренадерским полком и за отличие в делах против горцев произведён был 28 января 1860 года в генерал-майоры с назначением в свиту Его Величества.
В 1861 году исполнял обязанности помощника начальника Кавказской гренадерской дивизии, а в 1863 году назначен был на должность наказного атамана Кубанского казачьего войска. С этого времени, командуя самостоятельными отрядами, принимал деятельное участие в покорении западного Кавказа. Его боевая деятельность совпала со временем окончательного покорения Кавказа и пленения Шамиля. За боевые отличия кавказского периода своей службы Сумароков награждён был орденами; кроме того, 5 июня 1864 года произведён был в чин генерал-лейтенанта, получил два именных Высочайших благоволения и пять тысяч десятин земли в вечное владение.
В 1865 году назначен был начальником Кубанской области и командующим войсками, в ней расположенными, а 17 апреля 1866 году пожалован в генерал-адъютанты. С 1868 по 1874 год из-за расстроенного здоровья временно оставил службу и жил, главным образом, за границей. За это время он командирован был в Белград для присутствия при бракосочетании князя Милана Сербского. В 1875 году состоял при шведском короле Оскаре II во время его посещения России и в том же году присутствовал при открытии в Норвегии памятника покойному шведскому королю Оскару I; кроме того, ездил в Вену с дипломатическим поручением. В 1875 году назначен был командующим войсками Харьковского военного округа.
Умер в Харькове 30 октября 1877 года (по ошибочным данным Григория Милорадовича — 30 октября 1878 года).

## Награды
- Золотая сабля «За храбрость» (1854)[4]
- Орден Святого Станислава 2 ст. (1856)
- Орден Святого Владимира 4 ст. (1857)
- Орден Святой Анны 2 ст. с Императорской короной (1858)
- Орден Святого Владимира 3 ст. с мечами (1859)
- Орден Святого Станислава 1 ст. с мечами (1861)
- Орден Святой Анны 1 ст. (1862); императорская корона и мечи к ордену (1863)
- Орден Святого Владимира 2 ст. с мечами (1865)
- Орден Белого Орла (1869)
- Орден Святого Александра Невского (1873)

Иностранные:
- австрийский Орден Леопольда, кавалерский крест (1852)
- баварский Орден Святого Михаила, кавалерский крест (1854)
- гессен-кассельский Орден Вильгельма, кавалерский крест (1855)
- прусский Орден Красного Орла 1 ст. (1870)
- шведский Орден Святого Олафа 1 ст. (1873)
- алмазные знаки к шведскому Ордену Святого Олафа 1 ст. (1873)
- прусский Орден Красного Орла, большой крест (1873)

## Семья
Был женат с 1852 года на графине Елене Сергеевне Сумароковой (05.09.1829—1901), дочери генерал-адъютанта и генерала от артиллерии С. П. Сумарокова. По словам внука, была оригиналкой и с причудами. «Круглая, как пышка, с миловидным лицом и добрым взглядом, она имела манеры сорванца и небрежный вид. В старости у неё были две страсти: она собирала марки и разводила шелковичных червей. Щедрость её не знала границ. Когда раздала все, что имела сама, то умоляла друзей помогать бедным». Состояла председательницей Екатеринодарского женского благотворительного общества. В браке родились дети:
- Сергей (06.10.1853[6]—08.05.1881[7]), крещен 17 октября 1853 года в Исаакиевском соборе при восприемстве деда С. П. Сумарокова и Д. М. Опочининой; поручик кавалергардского полка, умер от сыпного тифа, похоронен под Ялтой.
- Павел (1855—1938), его первая супруга (1879 г.) — Александра Александровна Абаза (1853—1894; в первом браке — Демидова, позже — возлюбленная великого князя Николая Константиновича), их дети — Екатерина (1881—1969), Зинаида (1886—1954)[8]; вторая жена (с 24.04.1911; Ментона) — Надежда Ниловна Ознобишина (1863—1939). После 1917 года — в эмиграции, похоронен на Русском кладбище Кокад (Ницца).
- Феликс (1856—1928), генерал-лейтенант.
- Елизавета (1858—1940), замужем за членом Государственного совета П. М. Лазаревым — сыном адмирала М. П. Лазарева.
- Гавриил (1859—1879)
- Николай (1861—1908), женат (с 2 июня 1889 года; Висбаден[9]) на графине Софье Михайловне Коскуль (1856—1916), их сын Михаил.
- Александра (1863—1936), замужем за политическим деятелем Ю. Н. Милютиным.